# عنکبوت‌هراسی
عنکبوت هراسی یا تارتَنک‌هراسی (انگلیسی: Arachnophobia, arachnephobia از یونانی: ἀράχνη، آراخنه, «عنکبوت» و φόβος، فوبوس, «ترس») یکی از هراس‌های ویژه که شامل ترس از عنکبوت و دیگر عنکبوتیان مانند کژدم‌هاست. یکی از روش‌های درمان مبتلایان به عنکبوت‌هراسی در روان‌پزشکی، درمان از طریق مواجهه با تصویر مجازی عنکبوتیان است. عنکبوت‌هراسی در بین ۳٫۵ تا ۶٫۱ درصد جمعیت دیده می‌شود.

## نشانه‌های ترس از عنکبوت[۶]
اگر شما ترس از عنکبوت داشته باشید، احتمالاً از راه خود منحرف خواهید شد تا با عنکبوت تماسی نداشته باشید. اگر عنکبوتی را در خانه‌تان پیدا کنید احتمالاً یکی از این دو کار را انجام خواهید داد: جیغ زدن و فرار کردن یا در جایتان خشکتان می‌زند. ممکن است خودتان قادر نباشید عنکبوت را به دام بیندازید یا بکشید، بنابراین برای رهایی از این شرایط به اعضای خانواده یا یک دوست کمک می‌گیرید. اگر شما تنها باشید در واقع ممکن است ترجیح دهید خانه را ترک کنید تا بخواهید با آن عنکبوت مواجه شوید.
در نهایت ممکن است خودتان را در تلاش برای دور شدن از عنکبوت‌ها محدود کنید. سفرهای پیاده‌روی و چادر زدن ممکن است برای شما دشوار یا غیرممکن باشد. شما حتی ممکن است دغدغه بازدید از باغ وحش یا شرکت در ورزش‌هایی که خارج از محدوده زندگی است را داشته باشید.

## دلایل ترس از عنکبوت[۶]
کارشناسان هنوز مطمئن نیستند دلایل ترس از عنکبوت چیست. با این حال چند نظریه وجود دارد. یکی از رایج‌ترین نظریه‌ها توسط روانشناسان فرگشتی مطرح شده‌است. این دیدگاه نشان می‌دهد که ترس از عنکبوت یک روش بقا برای اجداد ما بود. علی‌رغم اینکه اغلب عنکبوت‌ها سمی هستند، با این حال اکثر آن‌ها برای انسان تهدیدی نیستند. ترس از عنکبوت احتمالاً باعث بقاء و تولیدمثل انسان می‌شود.
دیگر روانشناسان ادعا می‌کنند بسیاری از حیوانات مانند ببرها و کروکدیل‌ها برای انسان‌های اولیه بیشتر تهدیدکننده بودند. با این حال ترس از این حیوانات معمول نیست؛ بنابراین این روانشناسان معتقدند به احتمال فراوان ترس از عنکبوت بیشتر بر اساس باورهای فرهنگی نسبت به ماهیت عنکبوت‌ها است.

## درمان ترس از عنکبوت[۶]
مثل همه فوبیاهای خاص، ترس از عنکبوت اغلب با روان درمانی به خصوص تکنیک‌های شناختی – رفتاری، معالجه می‌شود. درمان شناختی – رفتاری (CBT) بر روی قطع افکار خودکار منفی تمرکز دارد که با ترس از شیء یا موقعیت مرتبط است و آن‌ها را با افکار منطقی تری عوض می‌کند. روش‌های مورد استفاده ممکن است شامل موارد زیر باشند:
- بازسازی شناختی: این روشی است که به شما کمک می‌کند تا نسبت به چیزی دیدتان را تغییر دهید؛ بنابراین شما دیگر، آن را به عنوان چیزی خطرناک یا استرس زا نخواهید دید. در نهایت واکنش شما را نسبت به یک محرک تحریک‌کننده مانند دیدن عنکبوت، تغییر می‌دهد.
- حساسیت زدایی منظم: در این روش شما هنگام مواجهه شدن با ترس‌ها از کم‌ترین تا بیشترین میزان ترس با استفاده از تکنیک‌های آرام سازی ترس‌ها آرام می‌شود.

برخی تحقیقات جدید نشان داده‌است که درمان واقعیت مجازی که در آن فرد مبتلا به فوبیا با عنکبوت‌های مجازی روبرو می‌شود ممکن است به خوبی روش قدیمی تری که فرد به تدریج در معرض زندگی با عنکبوت قرار می‌گیرد، جواب دهد. در برخی افراد، همچنین داروهای ضد افسردگی یا ضد اضطراب ممکن است برای درمان ترس از عنکبوت استفاده شود.

## افراد مشهور
- جاستین تیمبرلیک[۷]
- اما استون[۸]
- سایمون پگ[۹]
- جی.کی. رولینگ[۱۰]
- روپرت گرینت[۱۱]
- کریستوفر لی[۱۲]

- جنیفر لارنس[۱۳]
- گرت بیل[۱۴]